# Еміліо Рабаса
Хосе Еміліо Рабаса Естебанель (22 травня 1856, Чіапас, Мексика — 25 квітня 1930, Мехіко, Мексика) — мексиканський літератор-прозаїк і політик. В історію мексиканської літератури увійшов як автор чотирьох романів, що відтворюють панораму соціально-політичного життя Мексики на рубежі XIX—XX століть. Від 1891 року — губернатор штату Чіапас.

## Творчість
У романі «Змова» описано спробу військового заколоту в одному з провінційних міст; у романі «Висока наука» викривається діяльність керівної еліти; сюжет роману «Четверта влада» присвячений викриттю преси як засобу маніпулювання громадською думкою; в романі «Фальшива монета» критика автора спрямована на всі сфери мексиканського життя.
Рабаса став першим зрілим прозаїком-реалістом Мексики. Творчість Рабаси багато в чому спирається на традицію костумбризму, вона зазнала впливу іспанської прози того часу. Сатиричність і масштабність зближує тетралогію Рабаси з творами основоположника мексиканського роману Х. Х. Фернандеса де Лісарді.